# Elmar Kopp
Elmar Kopp (* 2. April 1929 in Imst; † 5. März 2020 ebenda) war ein österreichischer Maler und Bildhauer.

## Leben
Elmar Kopp lernte bei Toni Kirchmayr in Innsbruck und studierte trotz des Verlusts der rechten Hand durch einen Arbeitsunfall im Jahr 1949 ab 1951 an der Akademie der Bildenden Künste Wien Malerei bei Josef Dobrowsky und Herbert Boeckl sowie Bildhauerei bei Fritz Wotruba. 1953 unternahm er eine Studienreise nach Paris, 1954 schloss er die Akademie mit dem Staatspreis ab. Seit 1956 lebte und arbeitete er als freischaffender Künstler in Imst. Kopp schuf Landschafts-, Blumen- und figürliche Bilder, sowie zahlreiche Werke (Skulpturen, Fresken, Sgraffiti, Mosaiken) im öffentlichen Raum, unter anderem im Rahmen der Kunst-am-Bau-Aktion des Landes Tirol. Er lieferte Entwürfe für Glasfenster und für Wandteppiche, die von seiner Frau Midi gewebt wurden. Er unternahm Studienreisen durch Europa, Afrika und Asien. 1982 verlieh ihm Bundespräsident Rudolf Kirchschläger den Berufstitel Professor.

## Werke

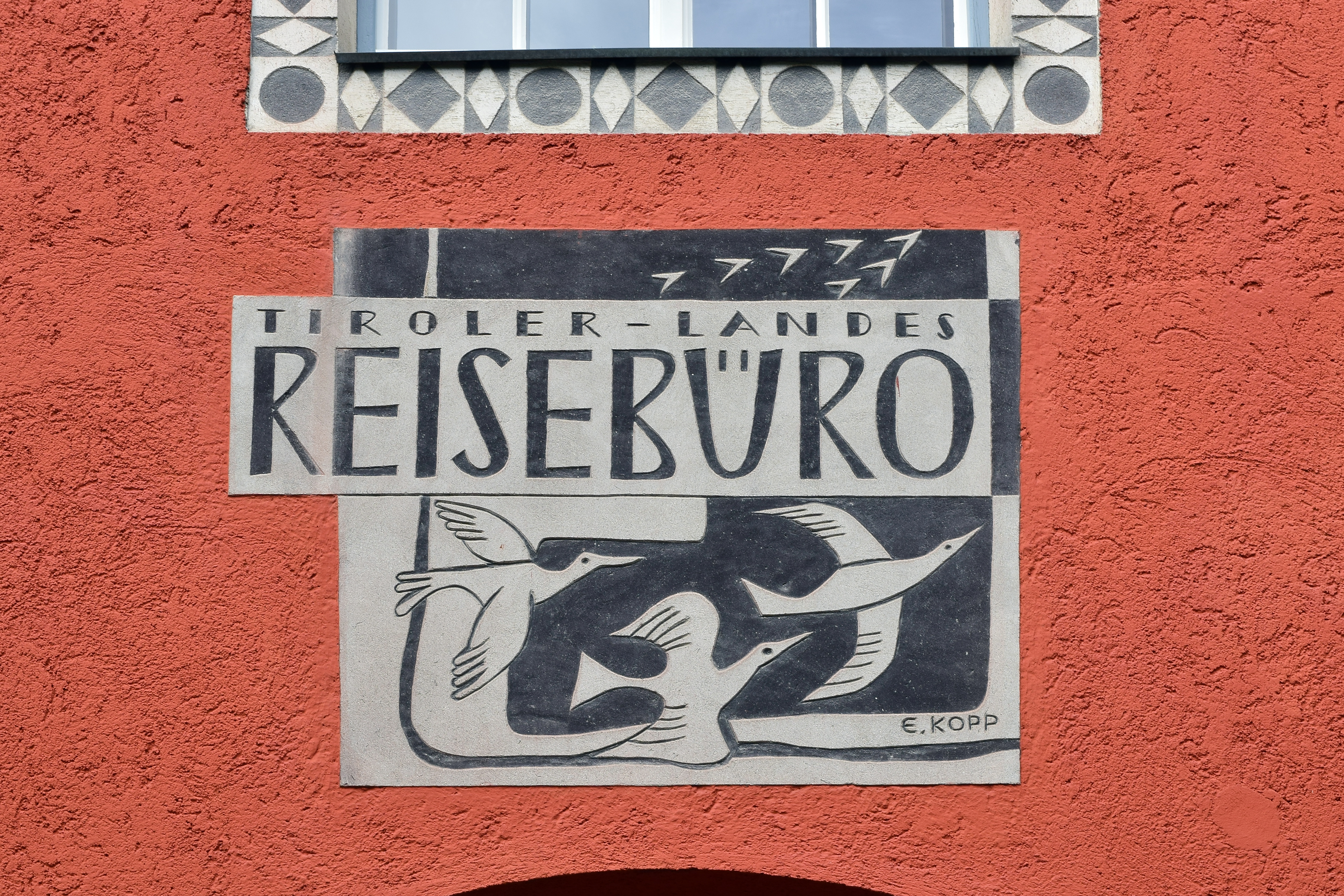
Sgraffito am ehem. Landesreisebüro, Imst (1957)

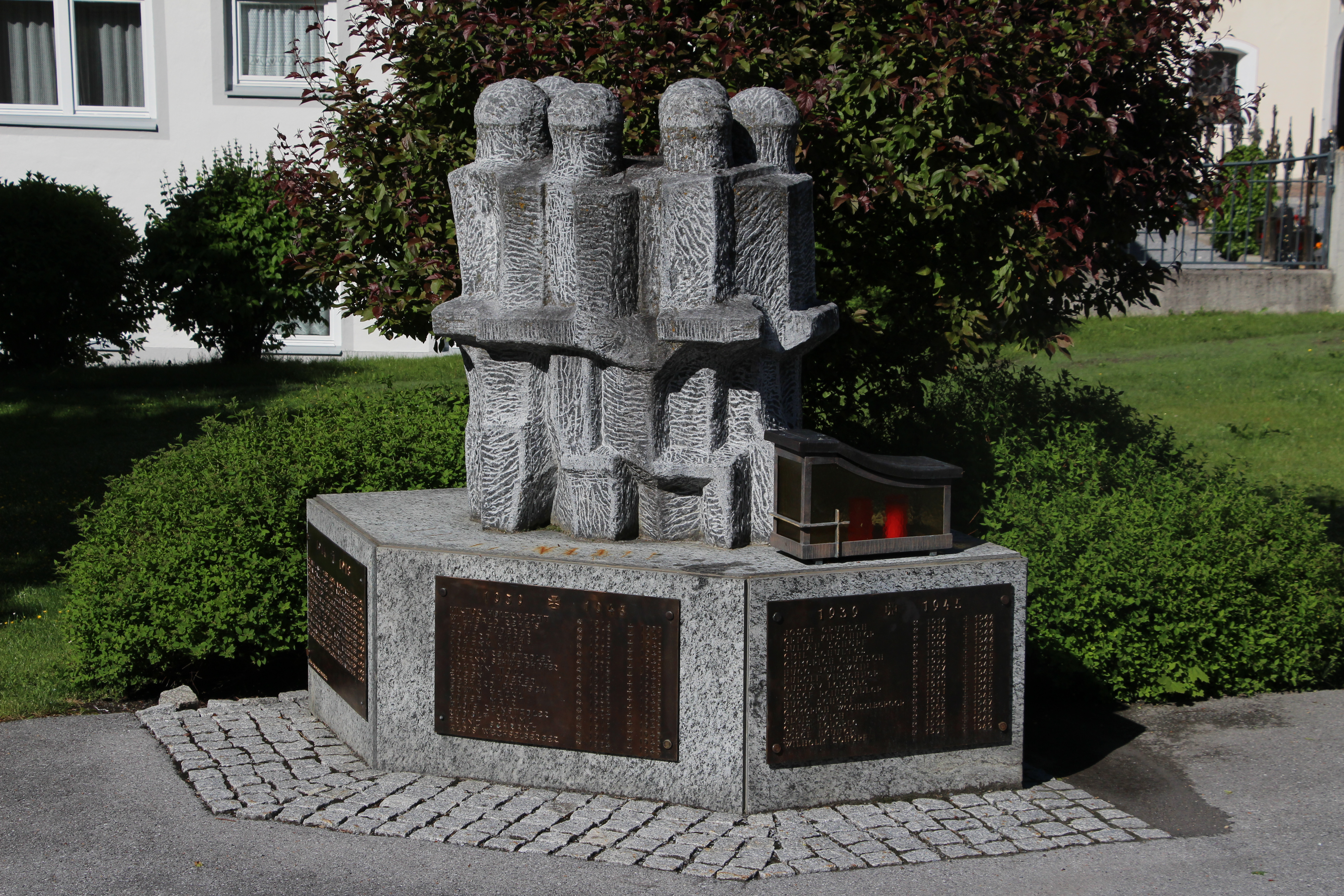
Kriegerdenkmal Jerzens (1969)

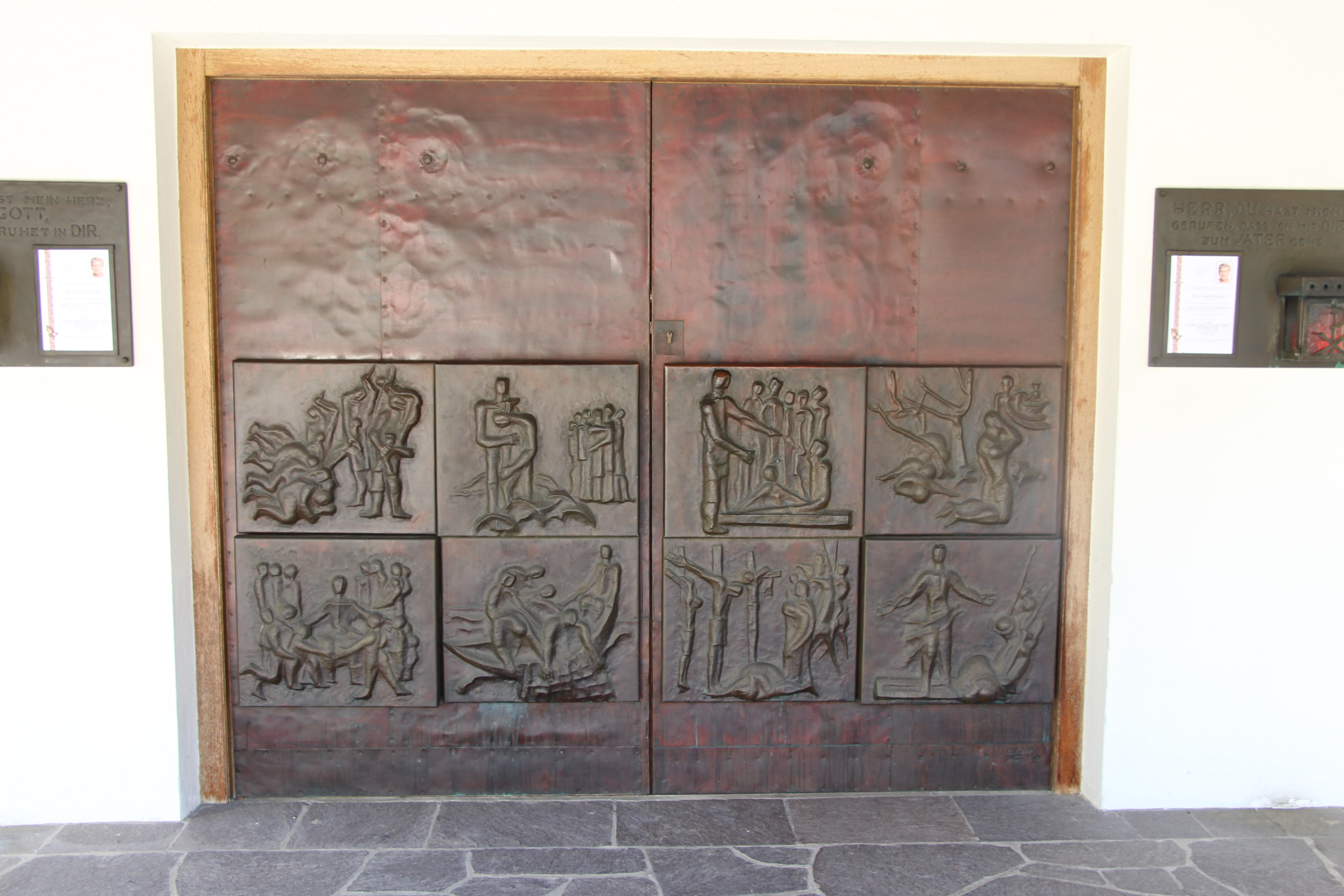
Portal der Totenkapelle Jerzens (1980)

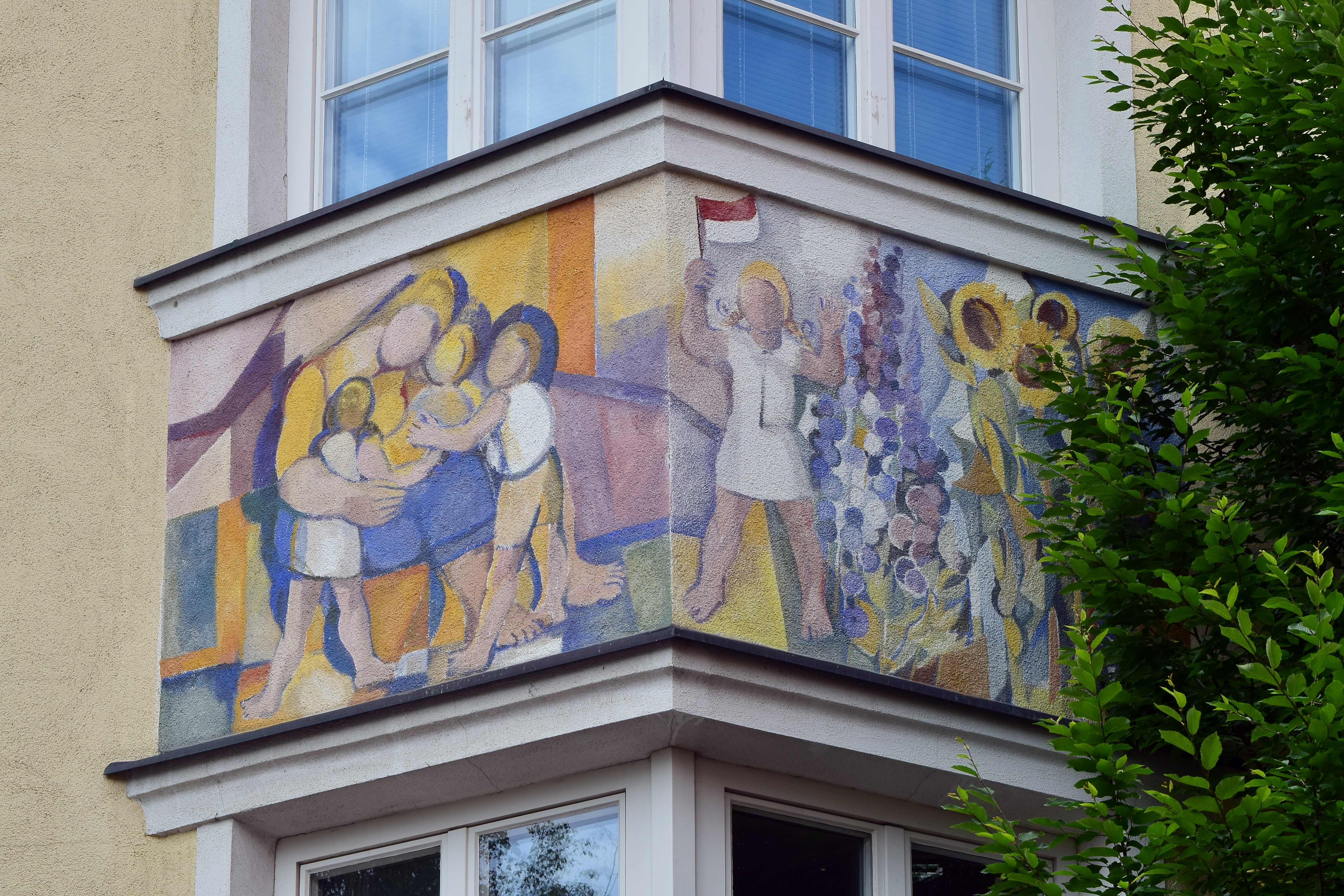
Erker am Luise-Wallnöfer-Haus, Imst (1988)

- Fresken am Chorbogen, Kaplaneikirche Mariahilf, Leins, Arzl im Pitztal, 1954[2]
- Sgraffiti, Gesundheitsamt Landeck, 1955[3]
- Fresko Grablegung Christi, Michaelskapelle, Imst, 1956[4]
- Sgraffiti an der Fassade, ehem. Landesreisebüro, Imst, 1957[5]
- Keramikbild Schutzmantelmadonna, Fassade der Sparkasse Imst, 1960[6]
- Glasgemälde, Kriegerdenkmal, Friedhof Stockach, Bach, 1961[7]
- Sgraffito Schulkinder und Tiere, Volksschule Schattwald, 1961[8]
- Keramikmosaik hl. Christophorus, Burschlkapelle, Roppen, 1962 (1989 durch gleichartige Malerei ersetzt)[9]
- Taufstein, Pfarrkirche hl. Josef, Landeck-Bruggen, 1963[10]
- Reliefs am Portal und Entwurf der Glasfenster, Leichenhalle, Imst, 1963[11]
- Thomas-Walch-Brunnen, Imst, 1965[12]
- Kupferreliefs am Westportal, Pfarrkirche Bad Häring, 1965[13]
- Reliefs am Portal, Aufbahrungshalle, Waldfriedhof Mayrhofen, 1965[14]
- Kreuzwegreliefs, Kirche zu den Hll. Engeln, Imst-Brennbichl, 1965–1967
- In Kupfer getriebene Bildfelder des Westportals („Tor der Barmherzigkeit“), Pfarrkirche Brixlegg, 1967[15][16]
- Wandbild Eule und Sonnenblumen, Volksschule Absam-Eichat, um 1968 (2005 zerstört)[17]
- Bronzereliefs, Kriegerdenkmal an der Pfarrkirche Heiterwang, 1969[18]
- Kriegerdenkmal, Jerzens, 1969[19]
- Bronzerelief am Eingang, Tiroler Fachberufsschule für Tourismus, Absam, um 1970[20]
- Freiplastik aus Metall auf Steinsockel, Sparkassenplatz, Imst, 1970[21]
- Glasfenster, Aufbahrungshalle Kirchdorf in Tirol, um 1970[22]
- Gedenktafel für die verunglückten Arbeiter, Schlegeiskapelle, Finkenberg, 1971[23]
- Tafelbild, Kapellenbildstock südlich der Pfarrkirche Umhausen, 1972[24]
- Portal mit Reliefs mit Passionsszenen, Aufbahrungshalle Tarrenz, 1973[25]
- Brunnen, Gebhartstraße, Imst, 1974[26]
- Betonglasfenster, Leichenhalle Ried im Zillertal, um 1975[27]
- Fassadenfresken, Volksaltar, Ambo, Tabernakel, Johanneskirche, Imst, 1976[28]
- Portalreliefs und Glasfenster, Totenkapelle Jerzens, 1980[29]
- Kupferreliefs am Portal mit Darstellung der acht Seligpreisungen, Totenkapelle Fiss, 1982[30]
- Relief 700 Jahre Imst, Eingangsbereich des Rathauses Imst, 1984[31]
- Glasmalereifenster und Kreuz mit Kupferreliefs, Passionsszenen, Leichenhalle, Friedhof Wald, Arzl im Pitztal, 1987[32]
- Malereien am Erker, Luise-Wallnöfer-Haus, Imst, 1988[33]
- Brunnen mit Kinderszenen, Zentrum West, Innsbruck, 1988[34]
- Mosaik Familie vor Maria mit Kind, Kapelle auf der Untermarkter Alm, Imst, 1991[35]
- Fassadengestaltung, Internat der Landwirtschaftlichen Landeslehranstalt Rotholz, 1993[36]
- Glasmalereifenster, Kreuz mit Dornenkrone und Relief Lamm Gottes, Leichenhalle, Friedhof Leins, Arzl im Pitztal, 1993[37]
- Skulptur aus Laaser Marmor Mutter mit Kindern, Feliusstraße, Laas, 1994[38]